# 冕柳莺
冕柳莺（学名：Phylloscopus coronatus）又名冕柳鶯，为柳鶯科柳莺属的鸟类。分布于亚洲东部，北至俄罗斯，南至印度尼西亚。它棲息於東古北界的針葉林和溫帶森林中。

## 描述
冠羽柳鶯是一種中等大小，較為健壯且顏色鮮艷的柳鶯。其背部為深橄欖綠色，腹部為白色，頭部有顯著的深灰色側冠條紋，並帶有不明顯的黃中冠條紋。它還有一條長長的黃白色眉線，並伴隨著貫穿眼部的深色條紋、黑色的眼先和灰黃的臉頰。翅膀上有一道淺色的翼帶。尾巴呈方形且略微分叉。它有一個相當強壯、顏色較淺的喙，腿部為深色。

## 分佈
冠羽柳鶯分佈於東西伯利亞，從額爾古納河向東及向南延伸至西滿洲和中部四川，以及朝鮮半島和日本。在中国大陆，分布于华东地区、西至甘肃、四川和云南等地。它於冬季遷徙至東南亞，從東印度和孟加拉至爪哇。 它曾作為迷鳥出現在西歐，英國首次記錄於2009年杜倫郡；這是西古北界的第五筆紀錄（英國及斯堪的納維亞）。

## 棲地與生物學
冠羽柳鶯棲息於開闊的混合林或落葉林，主要分佈於山區的中低海拔地帶，然而在其分佈範圍的北部，則棲息於密集的針葉林。越冬的個體棲息於開闊的森林、密林和紅樹林。這是一種樹棲物種，但在低矮的植被中也會覓食，且在冬季和繁殖季節會與其他小型鳥類組成混合群。此物種經常因其頻繁的鳴聲而被發現。它常會從棲枝上飛出，捕捉飛行中的昆蟲。

## 詞源
屬名Phylloscopus源自古希臘語phullon，意為「葉」，以及skopos，意為「尋覓者」（來自skopeo，意為「觀察」）。種名coronatus來自拉丁語，意為「加冕的」。